# CA Temperley
Der Club Atlético Temperley ist ein argentinischer Fußballverein aus Temperley. Der Verein wurde 1912 gegründet und trägt seine Heimspiele im Estadio Alfredo Beranger aus.

## Geschichte

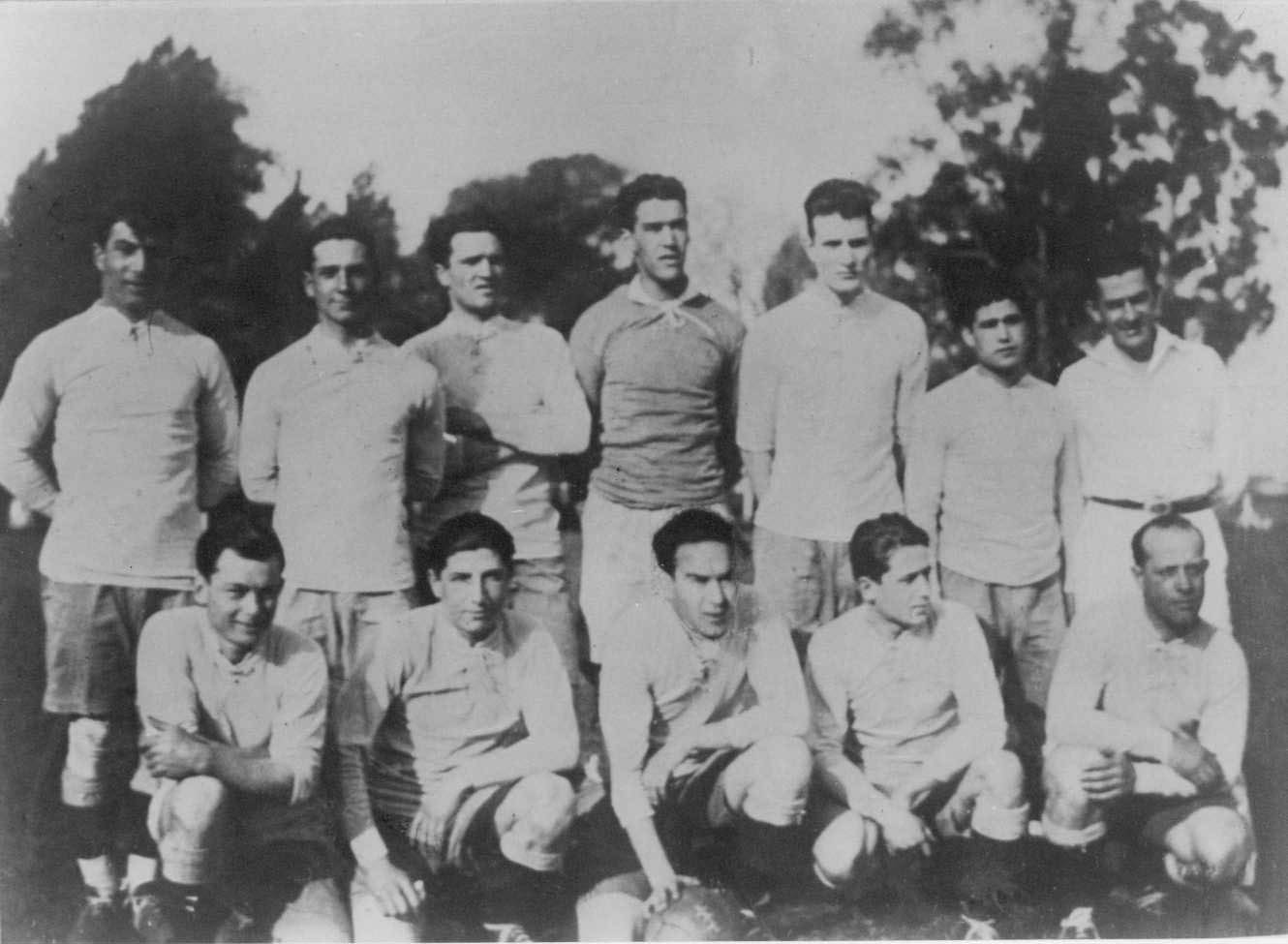
Vizeamateurmeistermannschaft von Temperley aus dem Jahr 1924

Der Club Atlético Temperley wurde am 1. November 1912 in der Stadt Temperley im Verwaltungsgebiet Lomas de Zamora in der Provinz Buenos Aires gegründet. In den ersten Jahren spielte der Verein noch nicht in einem echten Stadion. Erst 1924 wurde das vereinseigene Estadio Alfredo Beranger, benannt nach einem Temperley-Präsidenten in den 1920er-Jahren, erbaut, das seitdem das Heimstadion von CA Temperley ist.
CA Temperley wurde 1917 fünf Jahre nach Vereinsgründung in die Asociación del Fútbol Argentino aufgenommen. In der Zeit, bevor in Argentinien der Profifußball eingeführt wurde, erlebte Temperley seine erfolgreichste Phase. Die argentinische Fußballmeisterschaft 1924 beendete man sogar auf dem zweiten Platz, einzig hinter den Boca Juniors. Bei der Gründung der Primera División als höchste Profiliga des Landes entschied sich CA Temperley, freiwillig nicht an der Meisterschaft teilzunehmen. 1932 fusionierte CA Temperley mit Argentino de Banfield und spielte fortan als Argentino de Temperley einige Jahre ein der parallel zur Primera División ausgetragenen höchsten Amateurliga. Wiederum einige Jahre später revidierte die Klubführung die Entscheidung pro Amateurfußball, mehr als die Teilnahme an der zweithöchsten Spielklasse war allerdings danach lange Zeit nicht drin.
Erst im Jahre 1974 gelang CA Temperley durch einen ersten Platz in der Primera B der erstmalige Sprung in die Primera División. In den Playoffs ließ man Club Atlético Estudiantes, CA Lanús sowie Unión de Santa Fe hinter sich und qualifizierte sich erstmals für die höchste argentinische Profiliga. Unter Trainer Jorge Ginarte hielt sich Temperley drei Spielzeiten lang bis einschließlich 1977 in der Primera División, kam allerdings nicht über Platzierungen im unteren Tabellendrittel hinaus. Der achte Platz im Torneo Nacional der Primera División 1975 war die beste Platzierung in dieser Zeit. Fünf Jahre nach dem Abstieg konnte CA Temperley in die Primera División zurückkehren, nachdem man in der Primera B 1982 den zweiten Rang hinter CA San Lorenzo de Almagro belegt und sich in den Playoffs gegen Club Atlético Atlanta durchgesetzt hatte. Diesmal konnte sich Temperley fünf Jahre in der Primera División halten und musste erst nach Ende der Saison 1986/87 wieder absteigen. In den Playout-Spielen gegen den Abstieg unterlag man CA Platense mit 0:2.
Nach dem Abstieg aus der Primera División 1987 brachen schwierige Zeiten für CA Temperley an. 1991 ging Temperley in Konkurs und musste im tiefen Amateurbereich neu starten. Langsam arbeitete sich der Verein wieder nach oben und konnte im Jahr 2014 nach fast dreißig Jahren die Rückkehr in die Primera División feiern. Mit Platz drei in der Zona B der Primera B Nacional profitierte man von der Aufstockung der höchsten Spielklasse auf dreißig Teams und spielt damit bis zum Jahr 2018 erstklassig, bevor sie erneut abstiegen.

## Erfolge

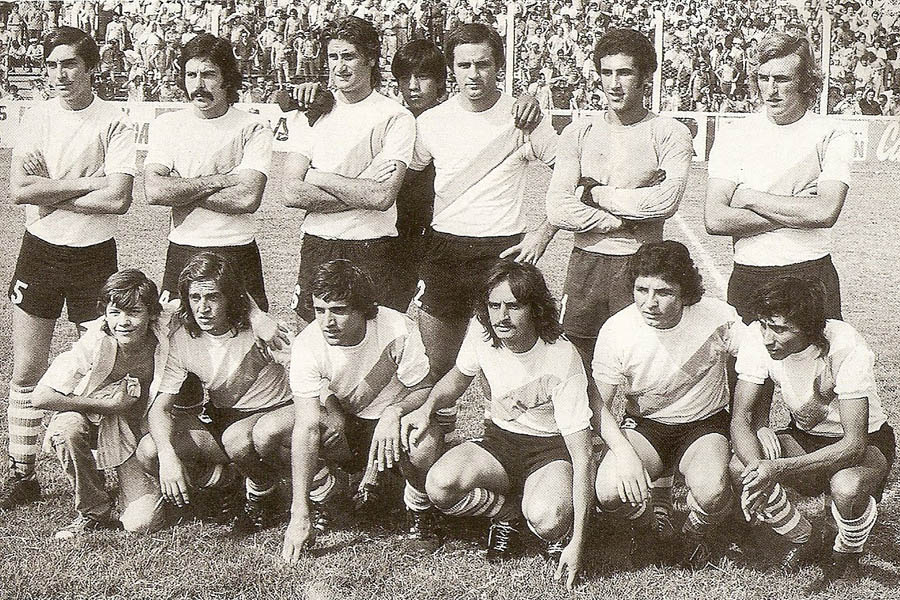
Aufstiegsmannschaft des Vereins 1974

- Primera B: 1× (1974)
- Primera C: 1× (1994/95)

## Ehemalige Spieler
- Juan Carlos Carrera, argentinischer Mexiko-Legionär, dort für CF Atlas und CD Oro aktiv, in seiner Heimat für den Racing Club oder Atlanta, Karrierebeginn bei CA Temperley
- Francisco Rúa, Teilnehmer mit Argentinien an der Fußball-Weltmeisterschaft 1934 und Akteur von Lanús, Vélez Sársfield und Newell’s Old Boys, Karriereausklang bei Temperley
- Aníbal Tarabini, WM-Teilnehmer von 1966 und langjähriger Akteur von CA Independiente, auch bei Estudiantes de La Plata und dem AS Monaco, von 1962 bis 1965 120 Ligaspiele für Temperley